# Narsingh Pancham Yadav
Narsingh Pancham Yadav (ur. 6 sierpnia 1989) – indyjski zapaśnik walczący w stylu wolnym. Olimpijczyk z Londynu 2012, gdzie zajął trzynaste miejsce w kategorii 74 kg.
Przed igrzyskami w Rio de Janeiro 2016 w (74 kg) przyłapany na dopingu i pomimo odwołania do sądu arbitrażowego zdyskwalifikowany na cztery lata.
Trzykrotny uczestnik mistrzostw świata, trzeci w 2015; piąty w 2013. Trzynasty w indywidualnym Pucharze Świata w 2020. Brązowy medalista igrzysk azjatyckich w 2014, siódmy w 2010 i ósmy w 2006. Triumfator mistrzostw Azji w 2010 i trzeci w 2015 i 2021. Mistrz Wspólnoty Narodów w 2009, a drugi w 2007 i 2011 roku.
- Turniej w Londynie 2012

Przegrał w pierwszej walce z Mattem Gentry z Kanady i odpadł z turnieju.
W roku 2012 został laureatem nagrody Arjuna Award.